# 29869 Чіярабарбара
29869 Чіярабарбара (29869 Chiarabarbara) — астероїд головного поясу, відкритий 4 квітня 1999 року.
Тіссеранів параметр щодо Юпітера — 3,171.